# Trémoulet
Trémoulet település Franciaországban, Ariège megyében. Lakosainak száma 105 fő (2022. január 1.). Trémoulet La Bastide-de-Lordat, Le Carlaret, Gaudiès, Lapenne és Montaut községekkel határos.

## Népesség
A település népessége az elmúlt években az alábbi módon változott:
| Lakosok száma | 91   | 81   | 69   | 82   | 121  | 121  | 125  | 129  | 121  | 105  |
|               | 1968 | 1982 | 1990 | 2006 | 2013 | 2015 | 2017 | 2019 | 2020 | 2022 |